# 氏家齐一郎
氏家齐一郎（日语：／，1926年5月17日—2011年3月28日）是一位日本企业家，记者。日本電視台会長、日本民間放送連盟会長、讀賣新聞集團本社社长，东京都历史文化财团理事长、東京都現代美術館馆长。

## 生平
1926年出生于日本东京都。1951年毕业于东京大学经济学部，同年进入读卖新闻社担任记者。1974年升任读卖新闻社经济部长，1975年升任读卖新闻社广告局长，1982年升任日本電視台副社长，1992年升任日本電視台社长，2001年升任日本電視台会长。
2011年3月28日因多器官衰竭去世，享年84岁。